# 第71回全国高等学校ラグビーフットボール大会
第71回全国高等学校ラグビーフットボール大会（だい71かいぜんこくこうとうがっこうラグビーフットボールたいかい）は、1991年12月から1992年1月まで近鉄花園ラグビー場にて行われた、全国高校ラグビー選手権である。優勝は大阪府の啓光学園高校（初優勝）。

## 概要
- 今大会から江の川高校（現・石見智翠館高校）が現在に至るまで連続出場を続けている。（2020年現在）

## 出場校
※マークはシード校
北海道
- 北北海道代表 - 北見北斗 （10年連続26回目）
- 南北海道代表 - 函館稜北 （3年連続9回目）

東北
- 青森県代表 - 三本木農 （2年ぶり6回目）
- 岩手県代表 - 盛岡工 （15年ぶり21回目）
- 宮城県代表 - 佐沼 （23年ぶり5回目）
- 秋田県代表 - 秋田工※ （3年連続51回目）
- 山形県代表 - 日大山形 （2年ぶり4回目）
- 福島県代表 - 磐城 （2年ぶり9回目）

関東
- 茨城県代表 - 茗溪学園 （2年ぶり6回目）
- 栃木県代表 - 作新学院 （7年連続9回目）
- 群馬県代表 - 東農大二※ （7年連続8回目）
- 埼玉県代表 - 埼工大深谷 （初出場）
- 千葉県代表 - 県千葉 （5年ぶり2回目）
- 東京都第一代表 - 国学院久我山※ （2年ぶり17回目）
- 東京都第二代表 - 目黒※ （9年ぶり16回目）
- 神奈川県代表 - 相模台工※ （2年連続12回目）
- 山梨県代表 - 日川※ （14年連続23回目）

北信越
- 新潟県代表 - 新潟工 （2年連続21回目）
- 長野県代表 - 岡谷工 （8年連続8回目）
- 富山県代表 - 砺波 （2年ぶり8回目）
- 石川県代表 - 羽咋工 （2年連続14回目）
- 福井県代表 - 若狭東 （10年連続15回目）

東海
- 静岡県代表 - 東海大工 （初出場）
- 愛知県代表 - 西陵商 （5年連続24回目）
- 岐阜県代表 - 岐阜工 （2年ぶり14回目）
- 三重県代表 - 四日市農芸 （初出場）

近畿
- 滋賀県代表 - 八幡工 （4年連続10回目）
- 京都府代表 - 花園※ （2年ぶり18回目）
- 大阪府第一代表 - 啓光学園※ （2年ぶり4回目）
- 大阪府第二代表 - 大阪工大高※ （2年連続17回目）
- 大阪府第三代表 - 同志社香里※ （4年ぶり3回目）
- 兵庫県代表 - 報徳学園 （4年連続22回目）
- 奈良県代表 - 天理※ （6年連続47回目）
- 和歌山県代表 - 和歌山北 （2年連続3回目）

中国
- 鳥取県代表 - 倉吉東 （3年ぶり2回目）
- 島根県代表 - 江の川 （初出場）
- 岡山県代表 - 津山工 （5年連続11回目）
- 広島県代表 - 広島工 （11年連続24回目）
- 山口県代表 - 萩工 （10年ぶり5回目）

四国
- 徳島県代表 - 貞光工 （11年ぶり13回目）
- 香川県代表 - 坂出工 （3年ぶり8回目）
- 愛媛県代表 - 新田 （14年連続32回目）
- 高知県代表 - 高知商 （初出場）

九州・沖縄
- 福岡県代表 - 筑紫 （8年ぶり4回目）
- 佐賀県代表 - 佐賀工※ （10年連続20回目）
- 長崎県代表 - 長崎北陽台※ （2年ぶり2回目）
- 熊本県代表 - 熊本工 （3年ぶり25回目）
- 大分県代表 - 大分舞鶴 （6年連続30回目）
- 宮崎県代表 - 都城 （3年連続6回目）
- 鹿児島県代表 - 鹿児島工 （2年連続4回目）
- 沖縄県代表 - コザ （2年ぶり8回目）

## 試合時間
※全試合30分ハーフで行う。同点で終了した場合は1.トライ数2.ゴール数3.抽選の順にて次回出場校を決める。

## 試合

### 1回戦
- 北見北斗 43 - 7 坂出工
- 日大山形 7 - 3 津山工
- 東海大工 10 - 7 若狭東
- 筑紫 25 - 0 磐城
- 新潟工 29 - 0 高知商
- 盛岡工 18 - 0 江の川
- 岐阜工 22 - 0 和歌山北
- 鹿児島工 15 - 10 茗溪学園
- 砺波 17 - 7 熊本工
- 埼工大深谷 16 - 0 貞光工

- 新田 12 - 8 四日市農芸
- 広島工 6 - 0 県千葉
- 大分舞鶴 52 - 0 函館稜北
- 佐沼 8 - 0 倉吉東
- 萩工 15 - 12 作新学院
- 報徳学園 19 - 14 三本木農
- 都城 28 - 0 羽咋工
- 八幡工 15 - 7 岡谷工
- 西陵商 21 - 0 コザ

### 2回戦
- 大阪工大高 26 - 7 北見北斗
- 東海大工 13 - 6 日大山形
- 同志社香里 20 - 16 筑紫
- 秋田工 30 - 3 新潟工
- 佐賀工 12 - 10 盛岡工
- 東農大二 13 - 6 岐阜工
- 長崎北陽台 11 - 6 鹿児島工
- 国学院久我山 76 - 0 砺波

- 啓光学園 20 - 4 埼工大深谷
- 広島工 28 - 0 新田
- 大分舞鶴 6 - 0 天理
- 目黒 10 - 6 佐沼
- 花園 20 - 3 萩工
- 日川 25 - 0 報徳学園
- 都城 23 - 3 八幡工
- 相模台工 10 - 7 西陵商

### 3回戦
- 大阪工大高 44 - 3 東海大工
- 秋田工 24 - 4 同志社香里
- 東農大二 24 - 10 佐賀工
- 国学院久我山 38 - 12 長崎北陽台

- 啓光学園 26 - 10 広島工
- 目黒 29 - 8 大分舞鶴
- 日川 12 - 3 花園
- 相模台工 30 - 21 都城

### 準々決勝
- 大阪工大高 14 - 6 秋田工
- 国学院久我山 28 - 4 東農大二

- 啓光学園 18 - 6 目黒
- 相模台工 19 - 15 日川

### 準決勝
- 国学院久我山 28 - 14 大阪工大高
- 啓光学園 15 - 8 相模台工

### 決勝
- 啓光学園（初優勝） 28 - 8 国学院久我山

## 関連試合

### 第15回高校東西対抗試合
- 大会で特に活躍した選手を選抜した上で東西に分かれて行ういわば高校ラグビー版オールスターゲームである。

東軍監督浜野昭夫、西軍監督田中克己、1992年1月15日 国立競技場 試合結果東軍 35-26 西軍